# Madrid Club de Fútbol 1931-1932
Questa voce raccoglie le informazioni riguardanti il Madrid Club de Fútbol nelle competizioni ufficiali della stagione 1931-1932.

## Rosa
| N. |                   | Ruolo | Calciatore                |
| -- | ----------------- | ----- | ------------------------- |
|    | Spagna (bandiera) | P     | Ricardo Zamora            |
|    | Spagna (bandiera) | P     | Rafael Vidal Castillo     |
|    | Spagna (bandiera) | D     | Jacinto Quincoces         |
|    | Spagna (bandiera) | D     | Ciriaco Errasti           |
|    | Spagna (bandiera) | D     | Félix Quesada             |
|    | Spagna (bandiera) | C     | Antonio León Amador       |
|    | Spagna (bandiera) | C     | Luis Regueiro             |
|    | Spagna (bandiera) | C     | Juan Marrero Pérez        |
|    | Spagna (bandiera) | C     | Manuel Prats              |
|    | Spagna (bandiera) | C     | Manuel Díaz Ateca         |
|    | Spagna (bandiera) | C     | Desiderio Esparza Echauri |

| N. |                   | Ruolo | Calciatore                     |
| -- | ----------------- | ----- | ------------------------------ |
|    | Spagna (bandiera) | C     | José María Peña                |
|    | Spagna (bandiera) | C     | Manuel Gurruchaga Lavín        |
|    | Spagna (bandiera) | C     | Tomás Bestit Martínez          |
|    | Spagna (bandiera) | C     | Antonio Bonet Silvestre        |
|    | Spagna (bandiera) | A     | Jaime Lazcano                  |
|    | Spagna (bandiera) | A     | Manuel Olivares                |
|    | Spagna (bandiera) | A     | Luis Olaso                     |
|    | Spagna (bandiera) | A     | Monchín Triana                 |
|    | Spagna (bandiera) | A     | Cándido Urretavizcaya Urruzola |
|    | Spagna (bandiera) | A     | Gaspar Rubio                   |
|    | Spagna (bandiera) | A     | José Mandalúniz Ealo           |